# 월경

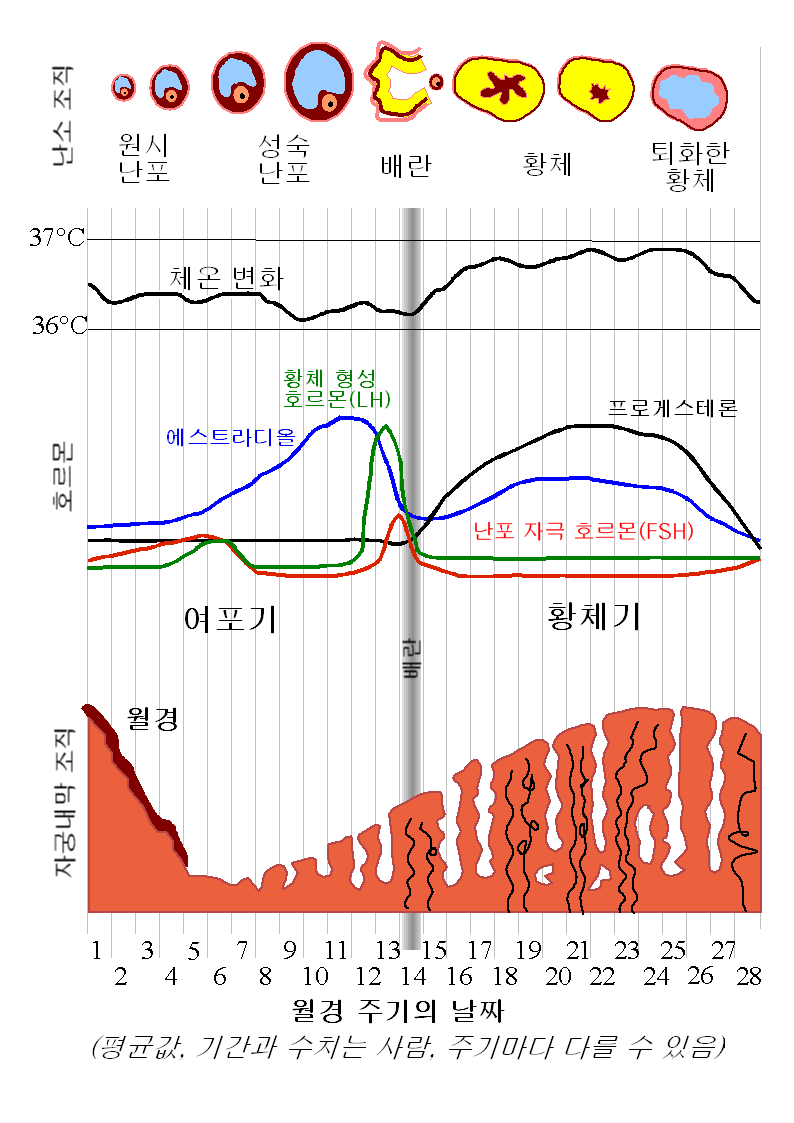
여성의 생리주기

월경(月經, menstruation, period) 또는 달거리는 자궁에 수정란이 착상되도록 두꺼워진 자궁 내막이 수정란이 착상되지 않았을 때 분해되어 몸 밖으로 배출되는 현상이다. 인간의 사춘기 이후 여자가 주기적으로 몸 안의 난소에서 난자를 만들어 내고 태아에게 영양분을 공급하기 위한 혈액이 비축되면서 수정란이 자궁 벽에 착상하게 된다. 만일 임신이 되지 않아 필요가 없게 되었을 때, 난자가 자궁내막속에 비축되어 있던 혈액하고 함께 질을 통해 배출되는 생리 현상을 말하는데, 아직 자궁이 성숙되지 않은 19~20세 이전에 임신을 한다는 것은 시기상조이기 때문이다. 보통 28일 정도의 주기를 가지며 2~7일 정도 지속되며, 생리, 멘스라고도 한다. 생리는 생리 현상이라고 돌려말하던 것이 굳어져서 쓰는 용어이다.
사람마다 다르지만, 고통을 심하게 느끼는 경우가 있는데, 그럴때는 따듯하게 찜질을 하거나 휴식을 취하는 것이 좋다. 대개 10세~15세 사이에 처음 월경을 시작하게 되며 이를 초경(初經)이라고 한다. 여성은 일생 동안 약 400회의 월경 (과거에는 150회)을 하게 되고 이후 45~55세가 되면 폐경기가 되어 월경을 멈추게 된다. 보통 월경으로 흘리는 피는 약 35 밀리리터이며 10~80밀리리터 이내는 정상이다. 이와 같은 혈액의 손실로 철분이 부족한 현상이 생기기도 하며 많은 경우 생리통을 일으키기도 한다.
몸이 안 좋으면 생리가 멎는 일이 있는데 이를 무월경이라고 한다. 월경은 여성이 임신이 가능한 몸이 되었다는 의미이며, 가임 여성들에게 월경이 중단되었다는 것은 임신의 가장 흔한 초기 신호이다.
월경이 시작되는 경우 생리대 혹은 탐폰을 사용해야 한다. 그러지 않으면 생리혈이 팬티나 바지에 전부 새 버리는 대참사가 일어나며 첫 날은 팬티형 생리대나 오버나이트를 써야 한다.
생리 혹은 월경이라고 대놓고 말하는 경우는 드물며 보통 그날, 매직, 피나는 날 등 애둘러서 표현한다.

## 월경 주기
월경은 월경 주기에서 가장 가시적인 단계이며 생리혈이 나오는 첫날이 월경 주기의 시작이다. 보통 1달에 1번씩 월경을 한다. 월경 주기는 24~38일이다. 월경 전 식욕이 오르거나 식욕이 낮아지는 경우도 있으나 사람마다 다르다.

## 월경과 문화
월경이 갖는 주기성 때문에 많은 문화권에서 이를 특별히 다루는데 어떤 행동을 하지 못하게 하거나 아니면 어떤 특정한 의식을 하게 하는 등이 있다. 미국이나 유럽에서는 여자아이가 초경을 시작하면 가족들이 축하파티를 열어주기도 한다.

## 같이 보기
- 월경전 증후군
- 월경 주기
- 월경통
- 생리대
- 생리컵
- 탐폰
- 팬티라이너